# Leucopis americana
Leucopis americana är en tvåvingeart som beskrevs av Malloch 1921. Leucopis americana ingår i släktet Leucopis och familjen markflugor. Inga underarter finns listade i Catalogue of Life.